# Beatriz Gimeno
Beatriz Gimeno Reinoso (Madrid, 9 de mayo de 1962) es una política, activista y feminista española a favor de los derechos LGBT y de la mujer, especialmente de las mujeres lesbianas y las del colectivo LGBT. En junio de 2015 fue diputada por Podemos en la Asamblea de Madrid y responsable del área de igualdad de Podemos en la Comunidad de Madrid. Fue la presidenta de la FELGTB (Federación Española de Lesbianas, Gays, Transexuales y Bisexuales) entre 2003 y 2007, durante el período en que se aprobó el matrimonio entre personas del mismo sexo en España y Madrid fue elegida como sede del Europride 2007. Entre 2020 y 2021, fue directora del Instituto de la Mujer.

## Biografía
Beatriz Gimeno estudió Filología semítica. En 1985 se trasladó junto a su familia a Sevilla, y en 1988 comenzó a asistir a reuniones de una asociación feminista, primera de las muchas en que posteriormente llegó a militar. En 1990, se enamoró de una compañera militante. Al regresar a Madrid se unió a COGAM (Colectivo de Gais, Lesbianas, Transexuales y Bisexuales de Madrid), y en 1995 comenzó a centrarse en la FELGTB (Federación de Lesbianas, Gays, Transexuales y Bisexuales de España). En la FELGTB ocupó el puesto de Secretaria General hasta que en 2002 asumió la presidenta de la asociación sustituyendo a Pedro Zerolo. Abandonó el cargo el 6 de marzo de 2007 para pasar a ser vocal de cultura dentro de la FELGTB, promocionando los estudios LGBT en la cultura y la universidad; su sucesor al frente de la FELGTB fue Antonio Poveda. Beatriz Gimeno es colaboradora de diversos medios de comunicación, entre ellos el diario digital El Plural. En 2012 confundó junto a Dina Garzón Pacheco, la filósofa y catedrática Alicia Puleo y la ecóloga Pilar Marcos Rodríguez de Greenpeace, la Red Ecofeminista Ibérica e Iberoamericana.

### Trayectoria política
En las elecciones autonómicas de Madrid celebradas en 2015 Gimeno concurrió como número 4 en las listas de Podemos logrando un escaño como diputada al Parlamento de Madrid. En febrero de 2017 lideró junto a Miguel Urbán la lista de Anticapitalistas para las primarias de Podemos.
En marzo de 2019 se anunció su incorporación a la candidatura de Isabel Serra dentro de Podemos Comunidad de Madrid, con el nombre de «Madrid Avanza», para las primarias internas de la organización encaminadas a la confección de una lista para las elecciones a la Asamblea de Madrid de 2019. Anteriormente, al igual que otros miembros de la candidatura como la propia Serra o Jacinto Morano, se había distanciado de Anticapitalistas.
El 13 de enero de 2020, Gimeno fue nombrada directora del Instituto de la Mujer, sustituyendo a Rocío Rodríguez Prieto. Dimitió en marzo de 2021 para integrarse en la lista electoral de Podemos a las elecciones autonómicas de 2021.

## Feminista lesbiana
Gimeno ha señalado la existencia de un 'machismo gay' dentro del movimiento homosexual, debido al cual las mujeres serían 'doblemente discriminadas' por su condición de lesbianas y mujeres. Ha publicado diversas obras especializadas en el tema del feminismo lésbico y se ha posicionado en numerosas ocasiones en contra de la legalización de la prostitución denunciando la mercantilización y el neoliberalismo sobre los cuerpos de las mujeres.
En su escrito «Una aproximación política al lesbianismo» defiende que «la heterosexualidad no es la manera natural de vivir la sexualidad, sino que es una herramienta política y social con una función muy concreta que las feministas denunciaron hace décadas: subordinar las mujeres a los hombres». Asegura que «cualquier mujer puede ser lesbiana» explicando en su escrito que «no hay una construcción ideológica rígida de la feminidad; no es necesaria, el único requisito de la feminidad es que esta esté supeditada en cada momento histórico a los deseos masculinos” y que por todo ello «son muchas las lesbianas que afirman haber escogido serlo o bien por razones políticas o, si bien no conciencian esa elección, dicen haber llegado a la conclusión de que como lesbianas son más felices, ya que encuentran que las relaciones entre mujeres están dotadas de cualidades que no encuentran en los hombres”. Una de sus propuestas fue el de invertir los roles de la penetración para obtener una retribución igualitaria: «Me gustaría contribuir a problematizar la siguiente cuestión: dado el profundo simbolismo asociado al poder y a la masculinidad que tiene en la cultura patriarcal la penetración (a las mujeres), ¿qué podría cambiar, que importancia cultural tendría una redistribución igualitaria de todas las prácticas, de todos los placeres, de todos los roles sexuales, incluida la penetración anal de mujeres a hombres?».

## Matrimonio entre personas del mismo sexo en España
Durante la tramitación de la ley para aprobar el matrimonio entre personas del mismo sexo en España, Gimeno, en su calidad de Presidenta de la FELGTB, arremetió contra la postura del Partido Popular y de la Iglesia católica, que se oponían tajantemente a dicha regularización de las parejas homosexuales. La FELGTB convocó una manifestación multitudinaria, coincidiendo con la celebración del día internacional del orgullo LGBT, para festejar la aprobación de la nueva ley.

## Vida personal
Tras una relación de una década con la también activista FELGTB Boti García Rodrigo, se casaron en diciembre de 2005. A la boda, oficiada por Inés Sabanés con la participación del concejal del PSOE Pedro Zerolo y del PP Luis Asua, asistieron 110 invitados entre los que estaban el coordinador general de IU, Gaspar Llamazares, la secretaria de Estado de Cooperación Internacional, Leire Pajín, el Defensor del Pueblo (ararteko) del País Vasco, Iñigo Lamarca, la escritora Almudena Grandes y el poeta Luis García Montero. Actualmente está divorciada. Gimeno tiene un hijo que nació en la década de los 80.

## Obra
- Gimeno Reinoso, Beatriz (2002). Primeras caricias: 50 mujeres cuentan su primera experiencia con otra mujer. Ediciones de la Tempestad. 978-84-8198-521-4.
- Gimeno Reinoso, Beatriz; García Rodrigo, Boti (2004). ¿Seré lesbiana?. Proyectos y Producciones Editoriales Cyan, S.L. 978-84-95440-64-8.
- Gimeno Reinoso, Beatriz (2005). Su cuerpo era su gozo. Foca Ediciones y Distribuciones Generales S.L. 978-84-9784-103-0.
- Gimeno Reinoso, Beatriz (2006). La liberación de una generación : historia y análisis político del lesbianismo (2006). Editorial Gedisa, S.A. 84-9784-103-4.
- Gimeno Reinoso, Beatriz (2009). La luz que más me llama. Olifante. Ediciones de Poesía. 978-84-85815-82-1.
- Gimeno Reinoso, Beatriz (2009). Deseo, placer. InÉditor. Colección Imaginatio. 978-84-936971-3-6.
- Gimeno Reinoso, Beatriz (2009). Historia y análisis politico del lesbianismo. GEDISA. 978-8497841030.
- Gimeno Reinoso, Beatriz (2010). La construcción de la lesbiana perversa. GEDISA. 978-8497843027.
- Gimeno Reinoso, Beatriz (2012). La prostitución. Edicions Bellaterra. 978-84-7290-566-5.
- Gimeno Reinoso, Beatriz (2015). Sex. Autopublicado. B01ABZBO6M.
- Gimeno Reinoso, Beatriz (2018). La lactancia materna. Política e identidad. Cátedra. ISBN 978-84-376-3839-3. 978-84-7290-566-5.